# Johanna Magdalena von Gersdorf
Johanna Magdalena von Gersdorf, verheiratete von Geusau (* 31. Dezember 1706 in Großhennersdorf im Kurfürstentum Sachsen; † 17. Dezember 1744 in Saalfeld, Herzogtum Sachsen-Saalfeld), war eine deutsche Kirchenlieddichterin.

## Leben
Johanna Magdalena von Gersdorf aus dem gleichnamigen Adelsgeschlecht wurde am 31. Dezember 1706 auf dem Gut Großhennersdorf bei Zittau in der Oberlausitz geboren. Als die Mutter, eine Enkelin von David von Schweinitz, verstarb, erfuhr die elfjährige Johanna Magdalena ihre weitere Erziehung durch ihre fromme verwitwete Großtante Henriette Catharina von Gersdorff. Durch deren Erziehung erhielt sie eine Begabung für die Dichtkunst, außerdem erlernte sie die lateinische, die griechische als auch die französische Sprache. Bereits durch ihre Großtante wandte sie sich dem Glauben zu, im Alter von 17 Jahren aber kehrte sie vollends um nach einem Vortrag des Großhennersdorfer Pfarrers Gottlob Adolph über die Wiedergeburt.
33-jährig kam Johanna Magdalena von Gersdorf 1740 an den Hof zu Kopenhagen und fungierte als Hofdame der damaligen Erbprinzessin Dänemarks. In Saalfeld ehelichte sie am 28. August 1742 den Hofmarschall Rudolf Freiherr von Geusau. Am 17. Dezember 1744 verstarb sie dort 37-jährig. Bekanntheit hatte sie sich durch ihre Dichtungen geschaffen. In der Allgemeinen Deutschen Biographie wurde ihr Leben als einfach und fromm charakterisiert. Zwei von ihren Dichtungen wurden 1752 in die Sammlung neuer Lieder aufgenommen, die in Wernigerode erschien.

## Werke (Auswahl)
- Gott, mein Gott, du bist die Liebe
- So ruh ich denn getrost in deinen Wunden